# Glomera inconspicua
Glomera inconspicua är en orkidéart som beskrevs av Johannes Jacobus Smith. Glomera inconspicua ingår i släktet Glomera och familjen orkidéer. Inga underarter finns listade i Catalogue of Life.